# Марија Реса
Марија Реса (енгл. Maria Ressa; Манила, Филипини, 2. октобар 1963) филипинска новинарка-истраживач и борац за људска права. Она и Дмитриј Муратов су 2021. године добили Нобелову награду за мир „за напоре да заштите слободу изражавања, што је предуслов за демократију и трајни мир”.

## Биографија
Марија Реса рођена је у Манили на Филипинима, али се породицом преселила у Сједињене Државе када је имала девет година. Након завршених студија на Универзитету Принстон, вратила се у своју земљу и на Универзитету Филипина Дилиман магистрирала. Као локални дописник за CNN радила је од 1995. године. Бавила се темама које су се односиле растом тероризма у југоисточној Азији.
Један од суоснивача Rappler онлајн вести 2012. године. Заједничким радом су документовали како се друштвени медији користе за ширење лажних вести, узнемиравање противника и манипулисање јавним дискурсом. Марија Реса као истраживачки новинар се истакла као бранилац слободе изражавања. Разоткрила је злоупотребу моћи, употребу насиља као и велики ауторитаризам режима председника Родрига Дутертеа. 
Године 2021. је добила је Нобелову награду за мир за напоре заштите слободе изражавања. На додели награде на церемонији у Ослу Марија Реса је рекла:
| „ | Морамо да помогнемо независном новинарству да опстане, прво тако што ћемо пружити већу заштиту новинарима и супротставити се државама које нападају новинаре. | ” |

Реса је добитница неколико престижних новинарских награда, међу којима и ону коју додељује УНЕСКО. Била је проглашена личношћу године у избору америчког часописа "Тајм".
Аутор је две књиге о тероризму у југоисточној Азији.
Била је осуђена (2020) по контроверзном филипинском закону против сајбер криминала што су групе за заштиту људских права и новинари осудили као напад на слободу штампе.